# Pětipsy
Pětipsy (deutsch Fünfhunden) ist eine Gemeinde in Tschechien. Sie liegt neun Kilometer südöstlich von Kadaň und gehört zum Okres Chomutov.

## Geographie

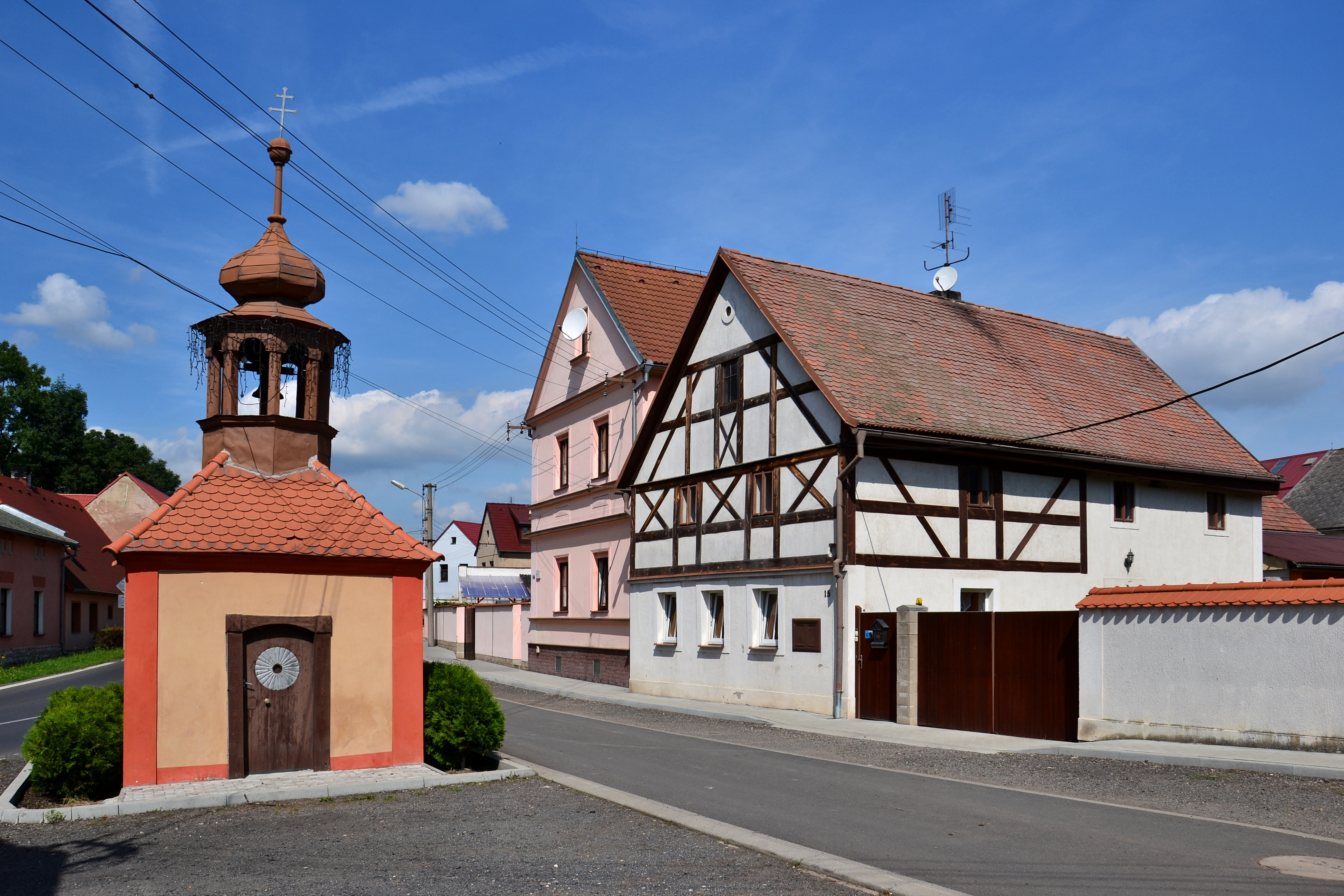
Der Dorfplatz mit der Kapelle

Pětipsy befindet sich nordöstlich des Duppauer Gebirges im Nordböhmischen Becken. Das Dorf liegt am linken Ufer des Liboc unterhalb der Einmündung des Hasnický potok. Im Westen und Norden wird der Ort von der Bahnstrecke Kaštice–Kadaň-Prunéřov umfahren. Nördlich liegt der Stausee Nechranice und im Nordwesten das Umspannwerk Hradec.
Nachbarorte sind Hořenice und Poláky im Norden, Malé Krhovice und Přeskaky im Nordosten, Libědice im Osten, Račetice im Südosten, Topolany, Nové Třebčice, Vitčice und Podlesice im Süden, Vilémov und Zahořany im Südwesten, Vidolice und Blov im Westen sowie Vinaře, Rokle und Hradec im Nordwesten.

## Geschichte
Die erste urkundliche Erwähnung von Pětipsy erfolgte 1226 unter dem Namen Petipezi als Besitz des Prämonstratenserklosters Doksany. Später gelangten die Güter an die Böhmische Kammer. 1321 verpfändete Johann von Luxemburg den Ort an Friedrich von Egerberg. Dieser ließ eine Feste erbauen, die zum Sitz des Familienzweiges der Pětipeský von Chyše und Egerberg wurde. 1360 erbte Friedrichs Sohn Odolen Pětipeský die Herrschaft. Zum Ende des 15. Jahrhunderts verkaufte Wenzel Pětipeský von Egerberg den Besitz an Wenzel Lobkowicz von Hassenstein, der Pětipsy an die Herrschaft Hassenstein anschloss. 1518 wurde Pětipsy wieder von Hassenstein abgetrennt und von Sigismund Lobkowicz von Hassenstein an Apel von Vitzthum verkauft. Nach einer kurzen Blütezeit wurde Apel von Vitzthum der Falschmünzerei überführt und des Landes verwiesen. Seine Güter wurden 1530 konfisziert und Pětipsy an Hieronymus Schlick verpfändet. 1559 teilte Andreas Schlick Pětipsy und verkaufte einen Teil an Hieronymus d. Ä. von Hrobschitz und den anderen an Bernard Koštický von Koštice. 1560 kaufte Hieronymus von Hrobschitz die andere Hälfte auf. Wegen seiner Beteiligung am Ständeaufstand wurde Ulrich Hrobschitzky von Hrobschitz nach der Schlacht am Weißen Berg mit dem Verlust der Vererbbarkeit seiner Güter bestraft. Mit seinem Tode wurde Pětipsy 1629 königlicher Kammerbesitz und umgehend an Christoph Simon von Thun verkauft. Die Herrschaft Pětipsy wurde 1652 mit der Majoratsherrschaft Klösterle vereinigt und aus der Landtafel gestrichen. In der Steuerrolle (Berní rula) von 1654 sind für Pětipsy 50 Häuser ausgewiesen. Bis ins 19. Jahrhundert lebten die Bewohner von der Landwirtschaft. 1847 hatte das Dorf etwa 400 Einwohner.

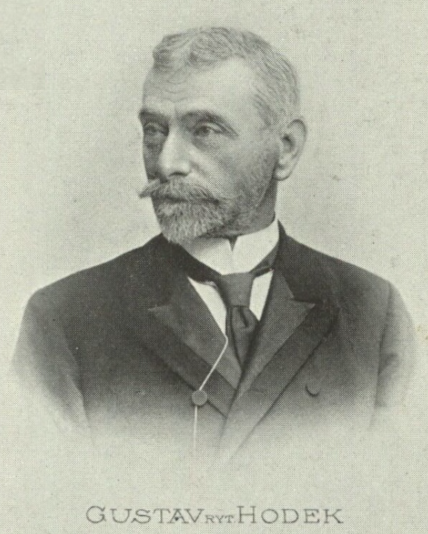
Gustav Hodek (1832–1917)

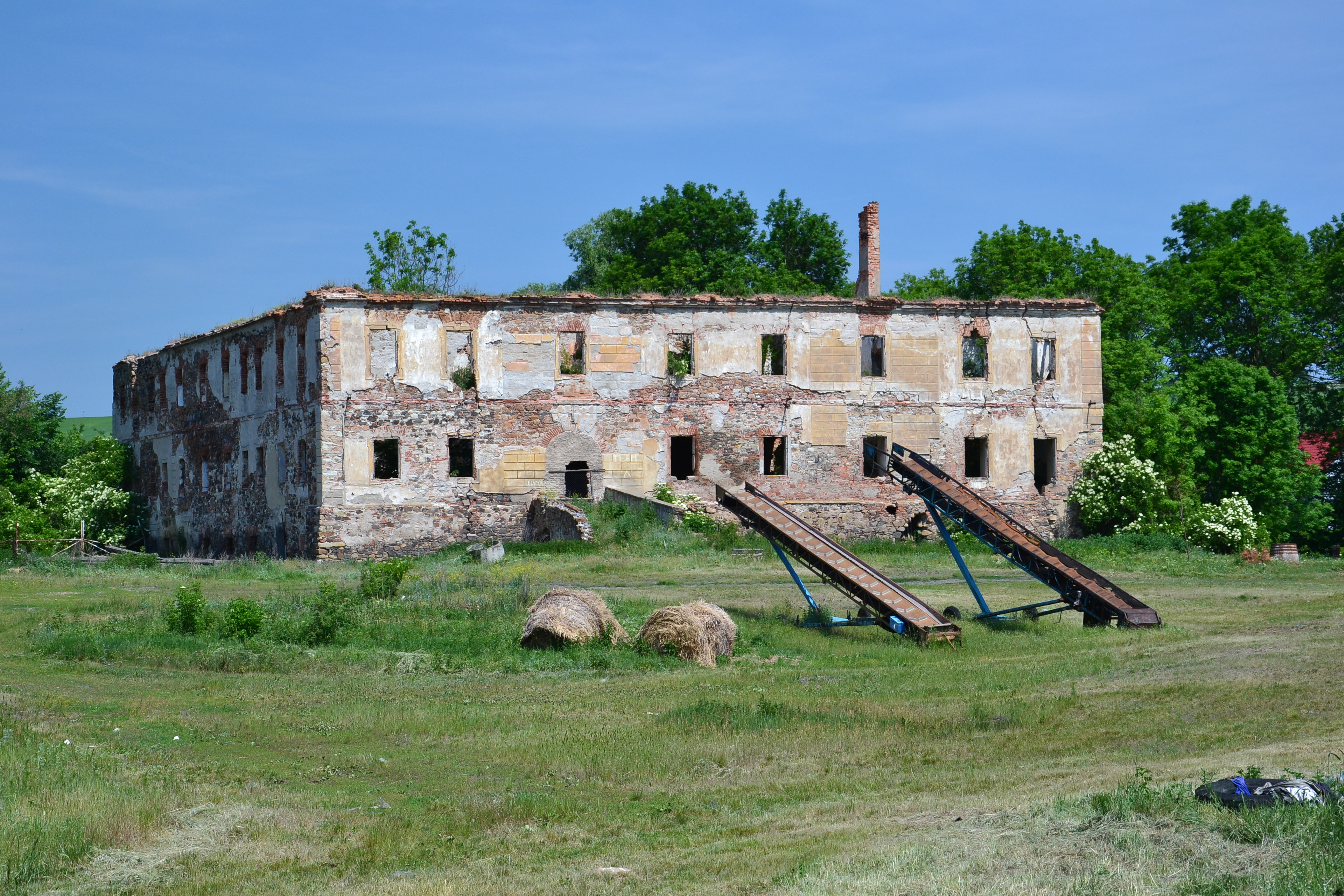
Ruine des Schlosses Pětipsy

Nach der Aufhebung der Grundherrschaften bildete Fünfhunden / Pětipsy ab 1850 eine Gemeinde im Bezirk Kaaden. Zu dieser Zeit begann der Braunkohlenbergbau und um das Dorf wurden elf Kohlenschächte betrieben. Fünfhunden war damit das bedeutendste Braunkohlenbergbaugebiet zwischen Kaaden und Komotau. Im Jahre 1866 gründete der Direktor der Zuckerfabrik Dolní Beřkovice, Gustav Hodek, in Fünfhunden eine Zuckerfabrik. Ab 1870 setzte mit der Wirtschaftskrise ein zehnjähriger Niedergang des Bergbaus ein. Im Jahre 1880 lebten in Fünfhunden knapp 800 Menschen. Durch die 1882 erfolgte Inbetriebnahme der Lokalbahn Schönhof–Radonitz wurde die Brüxer Kohle schnell zu einer Konkurrenz, der die einheimischen Gruben nicht gewachsen waren. 1903 wurde die Lokalbahn von Willomitz nach Kaaden eingeweiht, an der Fünfhunden einen Bahnhof erhielt. Die Zuckerfabrik stellte 1914 den Betrieb ein. Bis 1918 wurde noch in geringem Umfang Kohle gefördert. Seit dieser Zeit wurde die Einwohnerzahl rückläufig. Für die tschechische Minderheit, der etwa ein Zehntel der Einwohner angehörten, entstand 1928 eine tschechische Schule. 1930 lebten in Fünfhunden 569 Menschen. In den 1930er Jahren nahm in der früheren Zuckerfabrik eine Strohhülsenfabrik den Betrieb auf. Infolge des Münchner Abkommens kam der Ort ab 1. Oktober 1938 zum Deutschen Reich und gehörte bis 1945 zum Landkreis Kaaden.
Nach dem Ende des Zweiten Weltkriegs kam das Dorf zur Tschechoslowakei zurück und die Mehrheit der deutschen Bevölkerung wurde vertrieben. 1948 wurde der Grundbesitz der Familie Hodek verstaatlicht und das Schloss und die ehemalige Zuckerfabrik dem Staatsgut Poláky übertragen. Mit Beginn des Jahres 1961 kam die Gemeinde zum Okres Chomutov und zugleich wurde Vidolice eingemeindet. Die Zuckerfabrik wurde in den 1960er Jahren gesprengt. 1976 wurden Libědice und Čejkovice eingemeindet, die sich 1990 wieder loslösten.

## Gemeindegliederung
Die Gemeinde Pětipsy besteht aus den Ortsteilen Pětipsy (Fünfhunden) und Vidolice (Wiedelitz).

## Sehenswürdigkeiten
- Kapelle
- Ruine des Schlosses Pětipsy, die gotische Feste der Herren von Egerberg wurde unter den Hrobčický 1560 zu einem Renaissanceschloss umgestaltet. Unter den Grafen Thun-Hohenstein erfolgte im 18. Jahrhundert ein barocker Umbau. In der Mitte des 19. Jahrhunderts erwarb die Familie Hodek das Schloss. Nach der Enteignung der Hodeks im Jahre 1948 wurde das Bauwerk dem Staatsgut Poláky übertragen, das das Schloss bis 1990 zu einer Ruine verkommen ließ, von der nur noch die Mauern stehen. Seit 1995 ist die Ruine wieder im Besitz der Familie Hodek.
- Marienstatue am Dorfplatz
- Naturreservat Vinařský rybník, westlich von Vidolice

## Persönlichkeiten
- Viktor Mlady (1826–1907), österreichischer und tschechischer Jurist und Politiker deutscher Nationalität
- František Souček (1880–1952), tschechischer Komponist